# Secrétariat général du Parti communiste chinois
Le secrétariat général du Parti communiste chinois (chinois : 中国共产党中央委员会书记处 ; pinyin : Zhōngguó Gòngchǎndǎng Zhōngyāng Wěiyuánhuì Shūjìchù) est la bureaucratie permanente du Parti communiste chinois (PCC) et forme une structure parallèle aux organisations de l'État de la république populaire de Chine.
Le secrétariat général est un organe au service du Bureau politique du Parti communiste chinois et de son Comité permanent. Le secrétariat est principalement responsable de l’exécution des opérations courantes du Bureau politique et de la coordination des organisations et des parties prenantes pour réaliser les tâches définies par le Bureau politique. Il est habilité par le Bureau politique à prendre des décisions quotidiennes sur des questions d’intérêt conformément aux décisions du Bureau politique, mais il doit consulter le Bureau politique sur les questions de fond.
Le rôle le plus important du secrétariat général consiste à sélectionner et promouvoir les principaux cadres du parti et de l'État à l'exception des cadres de l'Armée populaire de libération.
Le secrétariat a été créé en janvier 1934. Il est présidé par le secrétaire général, bien que le poste de « secrétaire général » n’ait pas toujours coïncidé avec celui de chef du parti. Les secrétaires du secrétariat (Shujichu Shuji) sont considérés comme certains des postes politiques les plus importants du Parti communiste et de la Chine contemporaine en général. Chaque secrétaire du secrétariat est généralement responsable de l’un des principaux départements du parti directement sous la juridiction du Comité central. Par protocole, ses membres sont classés au-dessus des vice-présidents du Congrès national ainsi que des conseillers d’État. Le secrétaire général préside les travaux du secrétariat.

## Composition
(avril 2020).
- Membres (2002) : Zeng Qinghong, Liu Yunshan, Zhou Yongkang, He Guoqiang, Wang Gang, Xu Caihou et He Yong.

## Schéma politique du Parti communiste chinois à partir des années 1990
|  |  |  |  |  |  | Secrétaire général              |  |  |  |  |  |  |  |
|  |  |  |  |  |  | Comité permanent7 membres       |  |  |  |  |  |  |  |
|  |  |  |  |  |  |                                 |  |  |  |  |  |  |  |
|  |  |  |  |  |  | Bureau politique19 à 25 membres |  |  |  |  |  |  |  |
|  |  |  |  |  |  |                                 |  |  |  |  |  |  |  |
|  |  |  |  |  |  | Comité central200 membres       |  |  |  |  |  |  |  |
|  |  |  |  |  |  |                                 |  |  |  |  |  |  |  |
|  |  |  |  |  |  | Le Parti80 millions de membres  |  |  |  |  |  |  |  |